# Sainte-Hélène-Bondeville
Sainte-Hélène-Bondeville là một xã thuộc tỉnh Seine-Maritime trong vùng Normandie miền bắc nước Pháp.

## Dân số
| 1962                                            | 1968 | 1975 | 1982 | 1990 | 1999 | 2006 |
| ----------------------------------------------- | ---- | ---- | ---- | ---- | ---- | ---- |
| 382                                             | 422  | 390  | 542  | 680  | 680  | 747  |
| Starting in 1962: Population without duplicates |      |      |      |      |      |      |